# Casa consistorial de Santurce
La casa consistorial de Santurce es el edificio sede del Ayuntamiento de Santurce, situado en Vizcaya (España), junto a la iglesia de San Jorge y el parque de Santurce.
Después de separarse Ortuella de Santurce en 1901, se finalizó la casa consistorial actual en 1905. Es un edificio ecléctico, en el que el arquitecto Emiliano Pagazaurtundua se inspiró gracias a los edificios del Segundo Imperio francés.
Al lado de la casa consistorial se encuentra el monumento a Cristóbal de Murrieta, un banquero que fundó la escuela náutica.

## Elecciones
En las elecciones de mayo de 2011, el resultado fue el siguiente:
| Partido político                                               | Concejales |
| -------------------------------------------------------------- | ---------- |
| Euzko Alderdi Jeltzalea - Partido Nacionalista Vasco (EAJ-PNV) | 12         |
| Partido Socialista de Euskadi-Euskadiko Ezkerra (PSE-EE)       | 4          |
| Bildu (EA-Alternatiba)                                         | 3          |
| Partido Popular del País Vasco (PP-PV)                         | 2          |

Por tanto, con estos resultados se convirtió en alcalde Ricardo Ituarte, de EAJ-PNV, al sobrepasar claramente la barrera de la mayoría absoluta, colocándose con 12 concejales, frente a 9 que dispone la suma de los partidos de la oposición.
Por partidos:
- EAJ-PNV: sube más de 1300 votos, y la presencia de EH Bildu no le resta poder. Más bien, consigue un concejal más de los que ya disponía en la legislatura anterior.
- PSE-EE: una de las mayores debacles del PSE-EE, en un pueblo de tradición histórica socialista. Pierde más de 2700 votos respecto a la anterior cita electoral, y se deja 3 concejales por el camino, pasando de 7 a los 4 que dispone en la actualidad.
- Bildu: la coalición EH Bildu consigue 750 votos más que los que logró la suma de EA + nulos (atribuidos a EAE-ANV) en la anterior cita, lo que les otorga 3 concejales en el consistorio.
- PP: pierde más de 480 votos, y no rentabiliza el desplome del PSE-EE. A pesar de todo, mantiene sus dos concejales en el consistorio, única y exclusivamente gracias al derrumbe del PSE-EE.
- EB: fue, junto al PSE-EE, el gran perdedor de las elecciones. No rentabiliza la caída del PSE-EE y, es más, pierde más de 720 votos respecto a las elecciones municipales de 2007, lo cual le hace perder el único concejal con el que disponía.
En cuanto a la participación, sube de un 59,5 % de 2007, a un 60,61 % de 2011, poco más de 1 punto.